# Klinga
För andra betydelser, se Klinga (olika betydelser).

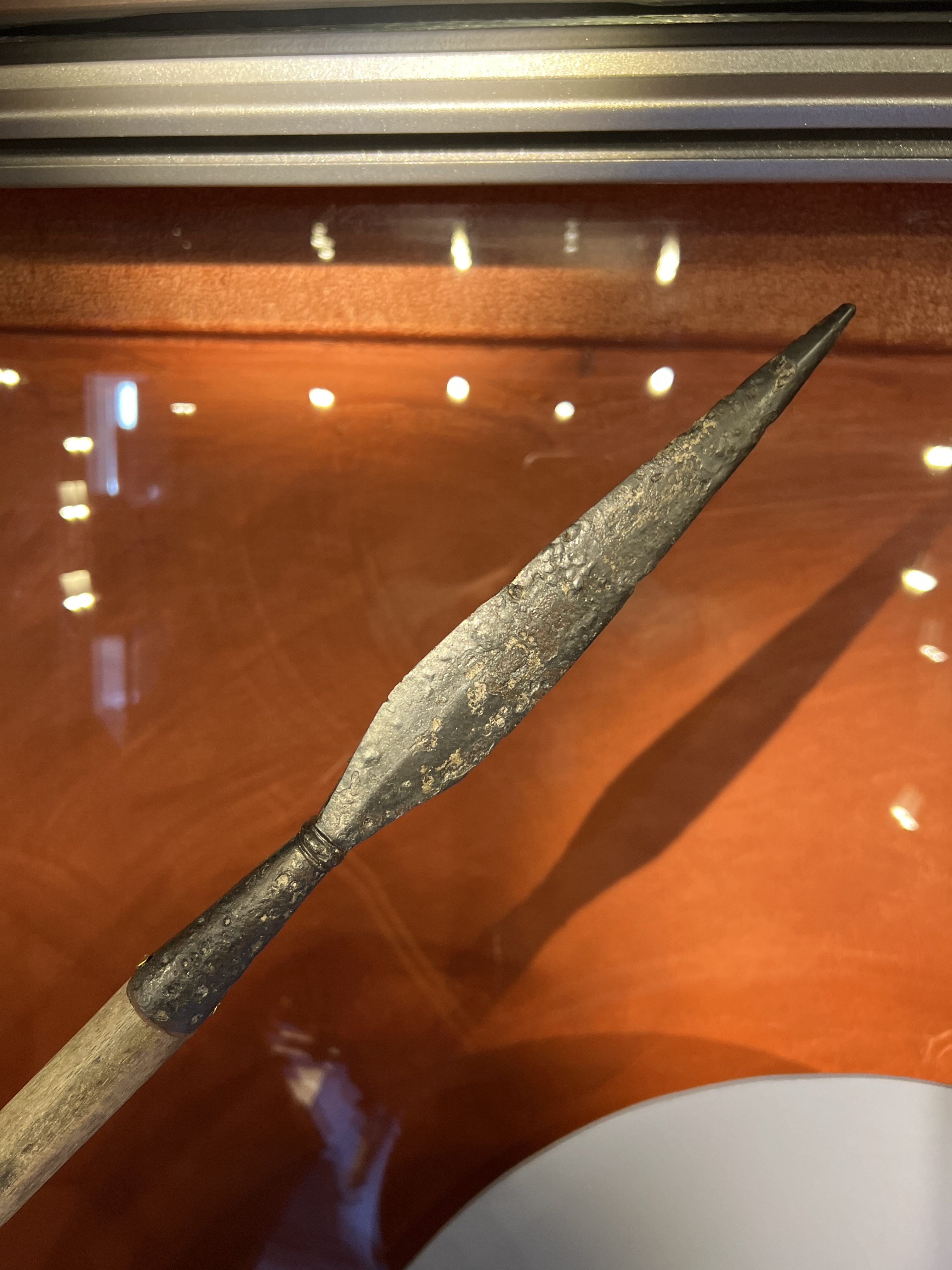
Klingan hos ett spjut, vanligen kallad spjutspets.

Klinga eller blad är den vassa vanligen platta skärande delen (eller dito) hos blankvapen och sådana verktyg eller maskiner som avses för att punktera, hugga, skära eller skrapa med. Klingan (eller bladet) kallas hela arbetande strukturen i sig medan den skarpa arbetande kanten kallas egg. Spetsen på en klinga kallas udd.

## Etymologi
Klinga är ljudhärmande efter ljudet som metall gör när det anslår något.
Blad (fornsvenska: bladh, jämför engelska: blade) är bildligt till blad i betydelsen löv och hänvisar till att många klingor, särskilt tveeggade dito, liknar blad till formen.

## Termonologi
I en klinga ingår flera olika delar och ytterligare delar tillkommer beroende på form och typ. Några exempel är:
- ansats (klinga)(en), även häl eller italienska: ricasso – oslipad del av klingan närmast främre hjaltet
- blodrand (blodfåra, blodrilla, blodränna, blodskåra) – hålkäl (fördjupning) mitt i klingans bredd, främst hos svärd
- egg – klingans skärande parti, kan indelas i falsk egg och sann egg beroende på om den är vässad eller inte
- rygg – motsatt kortsida till eggen på eneggade klingor
- sida — bredsidan som ligger i linje med klingans skär
- ås – förhöjningar på bladsidan

### Infästningsmetoder
- bladholk – urholkad konisk del i bladets bas som trär över ett skaft, främst hos spjut och dylikt
- skafthål – hål igenom bladet för ett genomgående skaft, främst hos yxor och dylikt
- tånge – utdragen ten ur bladets bas som trär i ett hjalt (grepp), främst hos knivar, svärd och dylikt

### Tillägg
- parerhake, även klingfångare – krokar längs bladets rygg eller egg ämnat att haka fiendes klinga
- avsmalning, även tapering — när klingan smalnar av på bredden

### Fäktkonst
Klingan delas inom fäktkonst in i två delar:
- stark del (fäktning)(en), även franska: forte (”stark”) – delen från basen till mitten av bladet som ger starkast mottryck
- svag del (fäktning)(en), även franska: foible (”svag”) –  delen från mitten till udden av bladet som ger minst mottryck

Uppdelningen av klingan i stark och svag har att göra med hävstångseffekten samt den kraft som kan utövas mot en motståndares klinga, alltså vart på bladet det är utsattbart för motparader som kan slå det ur vägen för att skapa en öppning. I regel används den starka delen av klingan mer defensivt medan den svaga delen är mer offensiv men det finns undantag.

## Exempel
- knivblad
- svärdsblad / svärdsklinga
- yxblad / yxhuvud
- spjutspets
- sågblad / sågklinga
- pilspets / pilhuvud / pilblad

## Galleri

Diverse bladprofiler.
Diverse bladprofiler.
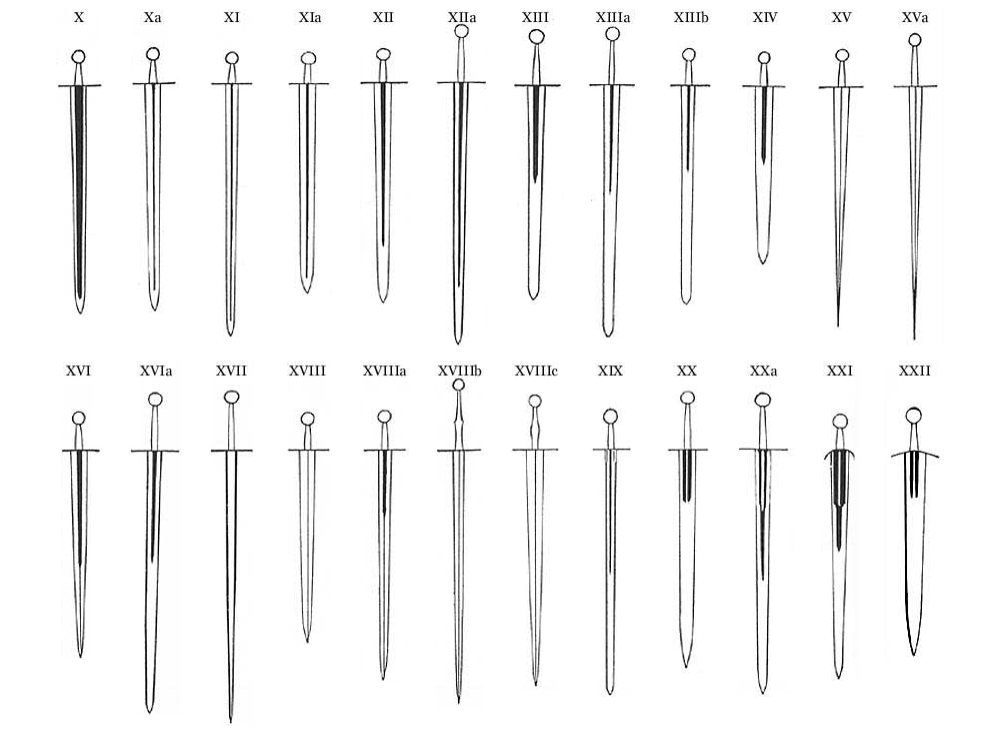
Diverse svärdbladsprofiler.